# Anthidium florentinum
Anthidium florentinum је врста инсекта из реда опнокрилаца - Hymenoptera, породице Megachilidae.

## Распрострањеност
Ова солитарна пчела нативно насељава Европу, Азију и северну Африку. У Северној Америци се сматра инвазивном врстом, а први пут је забележена у Монтреалу 2012.године. У Србији је присутна у равничарским пределима.

## Опис
Мужјаци ове врсте пчеле су крупнији од женки, што није чест случај код инсеката. A. florentinum је средња до велика врста пчела. Оба пола имају црни стомак са две жуте траке на сваком тергиту. Мужјак се може разликовати по сивим и/или беличастим длачицама на бочним странама стомака.Гнезде се у већ постојећим шупљинама, као што су гнезда напуштена од других инсеката, пукотине или шупљине у дрвету. Постоји слична врста са којом се може помешати, а то је Anthidium manicatum, ипак експерти за опнокрилце на основу морфолошких карактера код оба пола лако решавају проблем идентификације. Период лета, тј активности имага је од маја до августа.

## Синоними
- Anthidium caucasicum Radoszkowski, 1862
- Anthidium florentinum subsp. caucasicum Radoszkowski, 1862
- Anthidium florentinum subsp. cypriacum Mavromoustakis, 1949
- Anthidium florentinum subsp. florentinum (Fabricius, 1775)
- Anthidium florentinum subsp. hispanicum Mocsáry, 1884
- Anthidium florentinum subsp. kissi Alfken, 1935
- Anthidium florentinum subsp. rufescente Dusmet y Alonso, 1908
- Anthidium florentinum subsp. subspinosum Klug, 1832
- Anthidium helianthinum Wu, 2004
- Apis florentina Fabricius, 1775